# ESC Clermont Business School
L'ESC Clermont Business School o ESC Clermont (in precedenza École supérieure de commerce de Clermont) è una business school fondata a Clermont-Ferrand nel 1919. Rientra nel 5% delle business school con triplo accreditamento AACSB, EPAS e AMBA.
Il suo Master in Management è al 99 ° posto in tutto il mondo nel 2019.